# NXT The Great American Bash (2023)
NXT The Great American Bash (2023) – gala wrestlingu wyprodukowana przez federację WWE dla zawodników z brandu NXT. Odbyła się 30 lipca 2023 w H-E-B Center at Cedar Park w Cedar Park w Teksasie. Emisja była przeprowadzana na żywo za pośrednictwem serwisu strumieniowego Peacock w Stanach Zjednoczonych i WWE Network na całym świecie. Była to jedenasta gala w chronologii cyklu The Great American Bash, a także pierwsza gala Great American Bash emitowana w płatnej telewizji od czasu gali w 2009 roku.
Na gali odbyło się siedem walk, w tym jedna w pre-show Kickoff. W walce wieczoru, Carmelo Hayes pokonał Ilję Dragunova broniąc NXT Championship. W innych ważnych walkach, „Dirty” Dominik Mysterio pokonał Wesa Lee i Mustafę Alego broniąc NXT North American Championship, Tiffany Stratton pokonała Theę Hail w Submission matchu broniąc NXT Women’s Championship oraz w walce otwierającej galę, The Family (Tony D’Angelo i Channing „Stacks” Lorenzo) pokonali Gallus (Marka Coffeya i Wolfganga) zdobywając NXT Tag Team Championship. Gala objęła również debiut ringowy złotego medalisty olimpijskiego Gable’a Stevesona.

## Produkcja i rywalizacje
NXT The Great American Bash będzie oferowało walki profesjonalnego wrestlingu z udziałem wrestlerów należących do brandu NXT. Wyreżyserowane rywalizacje (storyline’y) były kreowane podczas cotygodniowych gal NXT i uzupełniający program transmisji strumieniowej online Level Up. Wrestlerzy są przedstawieni jako heele (negatywni, źli zawodnicy i najczęściej wrogowie publiki) i face’owie (pozytywni, dobrzy i najczęściej ulubieńcy publiki), którzy rywalizują pomiędzy sobą w seriach walk mających budować napięcie. Kulminacją rywalizacji jest walka wrestlerska lub ich seria.

### Carmelo Hayes vs. Ilja Dragunov
Pod koniec drugiego specjalnego odcinka Gold Rush z 27 czerwca, Bron Breakker wpadł w szał w biurze Shawna Michaelsa, po czym wyszedł z pokoju krzycząc, że zrobił wszystko, co mógł w NXT, a Michaels nie może go kontrolować. W następnym tygodniu, podczas proma Breakkera, w którym mówił o jego walce z Sethem „Freakin” Rollinsem o mistrzostwo świata wagi ciężkiej dwa tygodnie temu, przerwał mu Ilja Dragunov, który powiedział że jest Bron jest pomiędzy nim a mistrzostwem NXT, a po tym wybuchła bójka pomiędzy tą dwójką. 7 lipca, Michaels za pośrednictwem Twitter ogłosił, że Breakker i Dragunov zmierzą się ze sobą w najbliższym odcinku, gdzie zwycięzca otrzytma walkę o mistrzostwo NXT Carmelo Hayesa na The Great American Bash. Walkę wygrał Dragunov.

### Tiffany Stratton vs. Thea Hail
W drugim tygodniu odcinka specjalnego Gold Rush z 27 czerwca, Tiffany Stratton pokonała Theę Hail, kontrowersyjnie zachowując mistrzostwo kobiet NXT; Hail miała Stratton w poddaniu Kimura lock, ale sędzia był rozproszony i nie widział, jak Stratton odklepuje. Trzy tygodnie później, Hail chciała rewanżu ze Stratton o jej tytuł na The Great American Bash. Stratton przyjęła jej wyzwanie, ale Hail chce dodać stypulację Submission match, ale Stratton odmówiła, stwierdzając, że tylko ona może dodawać stypulację. Hail następnie założyła na Stratton dźwignię Kimura lock, a Stratton zaakceptowała dodanie wcześniej wspomnianej stypulacji.

### Gallus vs. The Family
Przez wiele tygodni pokazywano segmenty o aresztowaniu Tony’ego D’Angelo, a Channing „Stacks” Lorenzo musiał zrobić wszystko, by uwolnić D’Angelo, nawet mając porozumnienie z Gallus (Joe Coffey, Mark Coffey i Wolfgang). 11 lipca na odcinku NXT, Lorenzo pokonał Marka w pojedynku, który miał stypulację; jeśli Stacks wygra, Tony będzie wolny, a oskarżenia zostaną zniesione. Po uwolnieniu z więzienia, The Family rzuciło wyzwanie Gallus o mistrzostwo NXT Tag Team na The Great American Bash, które zostało zaakceptowane.

### Blair Davenport vs. Roxanne Perez
Podczas Battle Royalu mającej na celu wyłonienie pretendentki numer jeden do mistrzostwa kobiet NXT 6 czerwca na odcinku NXT, Blair Davenport pojawiła się przy ringu, mimo że nie brała udziału w walce, i zawołała Roxanne Perez. Perez i Davenport biły się przy ringu, a Tatum Paxley wykonała na Perez crossbody, co kosztowało Pereza walkę. W następnym tygodniu, Perez pokonała Paxley, a po walce zawołała Davenport. 4 lipca na odcinku NXT, Davenport pokonała Perez. Dwa tygodnie później, podczas wywiadu na podzielonym ekranie, obydwie zgodziły się na rewanż na The Great American Bash. W następnym tygodniu ogłoszono, że ta walka będzie Weapons Wild matchem.

### Sytuacja tytułu NXT North American Championship
W pierwszym tygodniu odcinka specjalnego Gold Rush z 20 czerwca, Wes Lee pokonał Tylera Bate’a, aby zachować mistrzostwo Ameryki Północnej NXT, gdzie Mustafa Ali był sędzią specjalnym. W następnym tygodniu, podczas segmentu za kulisami, Lee wspomniał, że Ali nie jest dobrym sędzią, jednak Ali twierdził, że wykonał dobrą robotę. Bate pojawił się i powiedział Aliem, że nie wiadomo, kto wygra, jeśli walka będzie sędziowana uczciwie. Później, w tym samym odcinku, na następnym odcinku zaplanowano walkę pomiędzy Alim i Batem, którą wygrał Ali, a po tej walce Ali rzucił wyzwanie Lee o tytuł na The Great American Bash. 9 lipca walka została oficjalnie ogłoszona. Jednak 18 lipca, Lee stracił tytuł na rzecz Dominika Mysterio po ingerencji innych członków ze stajni Mysterio z Judgment Day. W następnym tygodniu, na The Great American Bash zaplanowano triple threat match pomiędzy Mysterio, Lee i Alim.

### Gable Steveson vs. Baron Corbin
25 lipca na odcinku NXT, Gable Steveson miał podjąć decyzję dotyczącą swojej kariery, po czym przerwał mu Baron Corbin, który zasugerował, że Steveson po prostu nie powinien wracać do NXT. Steveson odpowiedział, że Corbin ułatwił mu podjęcie decyzji i wyzwał go na pojedynek na The Great American Bash, który później został ogłoszony.

## Gala
| Rola:                           | Osoba:            |
| ------------------------------- | ----------------- |
| Komentatorzy angielskojęzyczni  | Vic Joseph        |
| Komentatorzy angielskojęzyczni  | Booker T          |
| Komentatorzy hiszpańskojęzyczni | Marcelo Rodriguez |
| Komentatorzy hiszpańskojęzyczni | Jerry Soto        |
| Spikerka                        | Alicia Taylor     |
| Sędziowie                       | Adrian Butler     |
| Sędziowie                       | Chip Danning      |
| Sędziowie                       | Dallas Irvin      |
| Sędziowie                       | Derek Sanders     |
| Sędziowie                       | Jeremy Marcus     |
| Ankieterka                      | McKenzie Mitchell |
| Panel Pre-show                  | Megan Morant      |
| Panel Pre-show                  | Matt Camp         |
| Panel Pre-show                  | Sam Roberts       |

### Pre-show
Podczas pre-show odbyła się tylko jedna walka, w której rywalizowali Nathan Frazer, Yulisa León, Valentina Feroz i Dragon Lee; i Meta-Four (Noam Dar, Jakara Jackson, Lash Legend i Oro Mensah) w Eight-person mixed tag team matchu. Na końcowych etapach, Frazer wykonał odwrócone DDT na Darze, ale Jackson złamała pin. Następnie León i Feroz wykonały na Legend kombinację diving dropkick/DDT, ale Dar złamał pin. Następnie Mensah wykonał na Frazerowi spinning leg lariat, ale Dragon Lee natychmiast wykonał na Mensahu tornado DDT. Następnie Frazer wykonał reverse Springboard Spanish Fly na Mensahu i top con giro na Darze, pozwalając Dragonowi Lee wykonać Asai DDT do Mensahu, aby wygrać.

### Główne show
W walce otwarcia Gallus (Marka Coffey i Wolfgang) (z Joe Coffeyem) bronili mistrzostwo Tag Team NXT przeciwko The Family (Tony D’Angelo i Channing „Stacks” Lorenzo). Na końcowych etapach, D’Angelo wykonał Markowi Coffeyowi spinebuster na two-count. Kiedy Wolfgang próbował rzucić D’Angelo, nieumyślnie wykonał senton na Marku Coffeyu. Następnie Wolfgang wykonał Pounce i Moonsault na Stacksie na nearfall. Gallus następnie wykonał Gallus Gate na Stacksie, ale D’Angelo przerwał pin. D’Angelo wykonał powerbomb Markowi Coffeyowi na Wolfganga na stalowych schodach. D’Angelo następnie uderzył Joe Coffeya łomem, pozwalając D’Angelo i Stacksowi wykonać Bada Bing Wolfgangowi, aby zostać nowymi mistrzami NXT Tag Team.
W następnej walce Roxanne Perez zmierzyła się z Blair Davenport w Weapons Wild matchu. Na początkowych etapach, gdy Perez wchodziła, Davenport przeskoczyła barykadę i zaatakowała Perez. Perez następnie wykonała diving crossbody z barykady na Davenport. Gdy Perez próbowała suicide dive’u, Davenport wrzuciła w Perez kosz na śmieci. Następnie Davenport wykonała na Perez wiele uderzeń z krzesła i kija golfowego. Gdy Davenport próbowała rzucić krzesłem w Perez, Perez zablokowała to i rzucił krzesłem w Davenport. Następnie Davenport zaczęła bić Perez skórzanym paskiem. Następnie Perez uderzył aDavenport krowim dzwonkiem i zaczęła rzucać Davenport przez barykadę. Gdy Perez próbowała wykonać Pop Rox, Davenport skontrowała w Alabama Slam. Następnie Davenport wykonała na Perez Falcon Arrow na kosz na śmieci na nearfall. Następnie Perez wykonała knee strike w schody, diving splash na stół i Pop Rox na stos krzeseł, aby wygrać.
Następnie Gable Steveson zmierzył się z Baronem Corbinem. Na końcowych etapach, Steveson wykonał German suplex na zewnątrz i założył ankle lock, ale Corbin uniknął tego i rzucił go na słupek ringowy. Następnie Corbin wykonał Fireman’s carry driver i lariat dla two-countu. Następnie Steveson rzucił Corbina przez stół komentatorski, ale Corbin natychmiast wykonał flying forearm. Następnie obaj mężczyźni rzucili się na stół komentatorski, gdy sędzia doliczył do 10, wymuszając podwójne odliczanie. Po walce Steveson i Corbin kontynuowali walkę, przy czym obaj mężczyźni atakowali WWE Security, a Steveson wykonał Corbinowi belly-to-back suplex na barykadę.
Następnie Dominik Mysterio (z Rheą Ripley) bronił mistrzostwo Ameryki Północnej NXT przeciwko Wesowi Lee i Mustafie Ali. W początkowych fazach, Ali i Lee zadali Dominikowi jednoczesne ciosy w rogu. Ponieważ zarówno Ali, jak i Lee byli na górnej linie, Dominik wypchnął obu mężczyzn na zewnątrz. Następnie Ali i Lee wykonali Dominikowi Three Amigos w tym samym czasie na nearfall. Następnie Lee wykonał Dominikowi diving Meteora, ale Ali przerwał pin. Gdy Ali próbował 450° splashu na fartuch zarówno na Lee, jak i Dominiku, obaj mężczyźni usunęli się z drogi. Następnie Dominik wykonał Lee schoolboy pin, aby policzyć do dwóch. Następnie Lee wykonał suicide dive na Dominiku. Gdy Lee próbował kolejnego suicide dive na Dominiku, Ripley stanęła przed Lee, aby mu przeszkodzić, ale Lee natychmiast wykonał top con giro nad Ripley i na Dominika. Gdy Lee próbował sprowadzić Dominika z powrotem na ring, Ripley zatrzymała go i wykonał mu Riptide przez stół. Dominik następnie uderzył Lee mistrzostwem świata kobiet za two-count. Gdy Dominik próbował wykonać Frog Splash, Ali wykonał dropkick na Dominiku i wykonał na Lee 450° splash, ale Ripley wyciągnęła Ali z ringu, aby zatrzymać próbę pinfallu, pozwalając Dominikowi wykonać na Lee Frog Splash, aby zachować tytuł.
W przedostatniej walce Tiffany Stratton zmierzyła się z Theą Hail (z Andre Chasem i Duke Hudsonem) w Submission matchu o mistrzostwo kobiet NXT. Na początkowych etapach, Stratton założyła Romeo Special, ale Hail odwróciła to w Fujiwara armbar, ale Stratton uciekła. Następnie Stratton wykonała tilt-a-whirl backbreaker i handspring back elbow. Hail następnie wykonała avalanche fisherman suplex, ale gdy Hail próbowała springboard sentonu, Stratton skontrowała w bodyscissors. Hail następnie założyła Kimura Lock, ale Stratton dotarła do lin. Następnie Stratton rzuciła Hail na stalowe schody, wykonała Prettiest Moonsault Ever i założyła Boston Crab, ale Hail odmówiła odklepania. Gdy Hail próbowała dosięgnąć lin, Stratton wciągnęła ją z powrotem na ring i założyła half Boston Crab. Aby zapobiec większym uszkodzeniom pleców, Andre Chase rzucił ręcznik, zmuszając sędziego do ogłoszenia końca walki i tym samym Stratton zachowała tytuł.

### Walka wieczoru
W main evencie, Carmelo Hayes (z Trick Williamsem) bronił mistrzostwo NXT przeciwko Ilji Dragunovowi. W początkowych fazach Hayes wykonał shoulder tackle, springboard clothesline i pump kick za two-count. Następnie Dragunov wykonał enzeguiri, german suplex i lariat za kolejny two-count. Następnie Dragunov wykonał kopnięcie z wyskoku i German suplex za kolejny two-count. Następnie Dragunov wykonał ripcord forearm i chop za two-count. Następnie Hayes wykonał superkick, ale Dragunov natychmiast wykonał lariat za two-count. Dragunov następnie założył Cobra Clutch, ale Hayes skontrował w pin, odliczając do dwóch. Następnie Dragunov wykonał roundhouse kick za kolejny two-count. Gdy Hayes próbował wykonać leg lariat, Dragunov skontrował w enzeguiri, ale Hayes natychmiast wykonał La Mistica. Gdy Dragunov próbował chopa, Hayes wykonał knee smash, lariat i springboard DDT na nearfall. Gdy Hayes szedł do górnej liny, Dragunov pchnął go w dół i wykonał diving senton za two-count. Gdy Dragunov próbował wykonać Coast-to-Coast, Hayes skontrował w Codebreaker, ale gdy Hayes próbował Nothing But Net, Dragunov skontrował w powerbomb i wykonał jumping forearm, odliczając do dwóch. Gdy Dragunov próbował avalanche fisherman suplexu, Hayes skontrował w mid-air cutter. Gdy Trick Williams rozmawiał z Hayesem na zewnątrz, Dragunov wykonał Williamsowi Torpedo Moskau, pozwalając Hayesowi sprowadzić Dragunova z powrotem na ring i wykonać Nothing But Net, aby zachować tytuł.

## Wyniki walk
| Nr                                                                   | Wyniki | Stypulacje                                            | Czas  |
| -------------------------------------------------------------------- | --- | ----------------------------------------------------- | ----- |
| 1P                                                                   | Nathan Frazer, Yulisa León, Valentina Feroz i Dragon Lee pokonali Meta-Four (Noama Dara, Jakarę Jackson, Lash Legend i Oro Mensaha) poprzez pinfall | Eight-person mixed tag team match                     | 10:51 |
| 2                                                                    | The Family (Tony D’Angelo i Channing „Stacks” Lorenzo) pokonali Gallus (Marka Coffeya i Wolfganga) (c) (z Joe Coffeyem) poprzez pinfall             | Tag team match o NXT Tag Team Championship            | 8:43  |
| 3                                                                    | Roxanne Perez pokonała Blair Davenport poprzez pinfall                                                                                              | Weapons Wild match                                    | 11:49 |
| 4                                                                    | Gable Steveson vs. Baron Corbin zakończyło się podwójnym wyliczeniem pozaringowym                                                                   | Singles match                                         | 6:32  |
| 5                                                                    | „Dirty” Dominik Mysterio (c) (z Rheą Ripley) pokonał Wesa Lee i Mustafę Alego poprzez pinfall                                                       | Triple threat match o NXT North American Championship | 21:05 |
| 6                                                                    | Tiffany Stratton (c) pokonała Theę Hail (z Andre Chasem i Duke Hudsonem) przez techniczny nokaut                                                    | Submission match o NXT Women’s Championship           | 11:45 |
| 7                                                                    | Carmelo Hayes (c) (z Trick Williamsem) pokonał Ilję Dragunova poprzez pinfall                                                                       | Singles match o NXT Championship                      | 24:07 |
| (c) – mistrz/mistrzyni przed walkąP – walka miała miejsce w pre-show | |                                                       |       |